# Rouvikonas
Rouvikonas (en grec: Ρουβίκωνας) és una organització anarquista grega que es va formar en plena crisi financera grega i té la seu principal al barri atenenc d'Exàrkhia. La seva militància practica l'acció directa, l'okupació i la propaganda pel fet.